# Clase CEMT

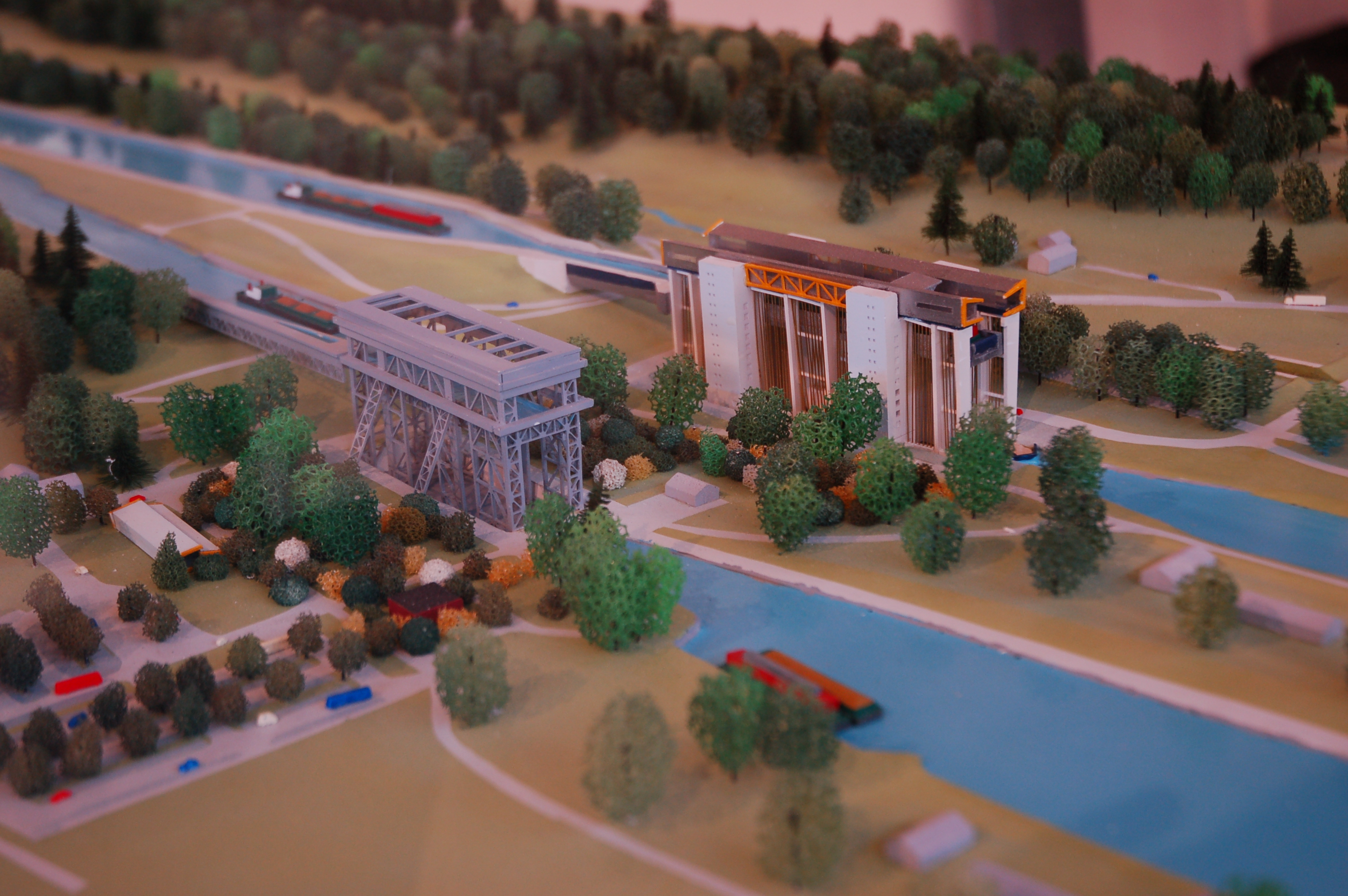
Structuri precum Ascensorul Niederfinow limitează dimensiunile ambarcațiunilor. Începând din 2012, un al doilea elevator, cu un gabarit mai mare, se află în construcție.

Clasificarea căilor navigabile interioare europene în funcție de dimensiunile și de capacitatea lor de a permite navigația ambarcațiunilor reprezintă un set de standarde de interoperabilitate a căilor navigabile de mari dimensiuni care formează Rețeaua Trans-Europeană a Căilor Navigabile Interioare din Europa continentală și Rusia. Clasificarea a fost stabilită prin rezoluția nr. 92/2 a consiliului Conferinței Europene a Miniștrilor Transporturilor (CEMT), întrunit la Atena, pe 11 și 12 iunie 1992, astfel că intervalele de dimensiuni sunt denumite clase CEMT.
Clasa fiecărei căi navigabile este limitată de dimensiunile eventualelor structuri situate pe cursul său, precum ecluzele sau ascensoarele de ambarcațiuni.

## Clasificare
Prin rezoluția 92/2 au fost stabilite clasele CEMT I–VII. Clasa I corespunde gabaritului Freycinet istoric, decretat în Franța în 1879. Clasificările superioare sunt concentrate pe transportul containerelor intermodale în convoaie de barje propulsate de remorchere. Majoritatea canalelor Regatului Unit au ecluze mici și din această cauză s-ar încadra sub dimensiunile stabilite de sistemul european de clasificare. 
În 2004, standardele au fost completate cu patru categorii pentru dimensiuni mici, codificate RA–RD și acoperind gama ambarcațiunilor de agrement, dezvoltate și propuse inițial via PIANC. Propunerea de adăugare a ambarcațiunilor de agrement a fost adoptată prin rezoluția 52 a Comisiei Economice a Organizației Națiunilor Unite pentru Europa.

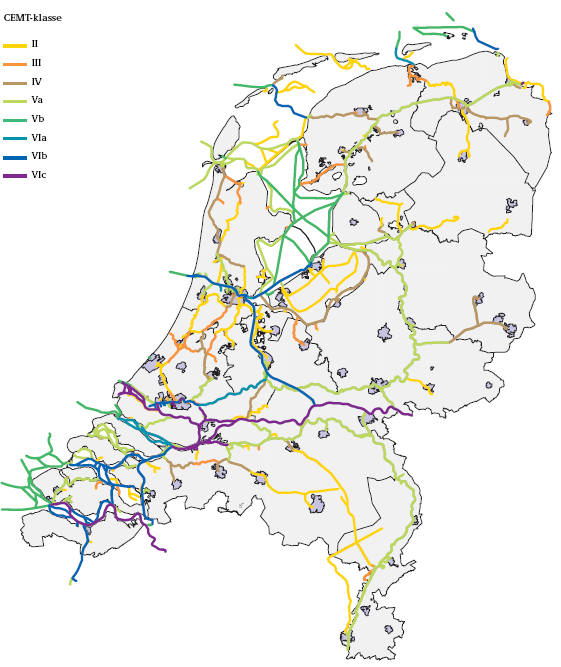
Canalele navigabile din Țările de Jos în funcție de clasele CEMT.

| Clasificare | Tonaj (t)     | Lungime (m) | Lățime (m)  | Pescaj (m) | Deplasament (m)  | Note             |
| ----------- | ------------- | ----------- | ----------- | ---------- | ---------------- | ---------------- |
| RA          |               | 5,5         | 2,00        | 0,50       | 2,00             | „Barcă deschisă” |
| RB          |               | 9,5         | 3,00        | 1,00       | 3,25             | „Barcă cabinată” |
| RC          |               | 15,0        | 4,00        | 1,50       | 4,00             | „Iaht cu motor”  |
| RD          |               | 15,0        | 4,00        | 2,10       | 30,00            | „Barcă cu vele”  |
| I           | 250–400       | 38,5        | 5,05        | 1,80–2,20  | 3,70             | „Péniche”        |
| II          | 400–650       | 50,0–55,0   | 6,60        | 2,50       | 3,70–4,70        | Euro-barjă       |
| III         | 650–1.000     | 67,0–80,0   | 8,20        | 2,50       | 4,70             | „Gustav Koenigs” |
| IV          | 1.000–1.500   | 80,0–85,0   | 9,50        | 2,50       | 4,50; 6,70       | „Johann Welker”  |
| Va          | 1.500–3.000   | 95,0–110,0  | 11,40       | 2,50–4,50  | 4,95; 6,70; 8,80 | „Marele Rin”     |
| Vb          | 3.200–6.000   | 172,0–185,0 | 11,40       | 2,50–4,50  | 4,95; 6,70; 8,80 | Convoi 1×2 barje |
| VIa         | 3.200–6.000   | 95,0–110,0  | 22,80       | 2,50–4,50  | 6,70; 8,80       | Convoi 2×1 barje |
| VIb         | 6.400–12.000  | 185,0–195,0 | 22,80       | 2,50–4,50  | 6,70; 8,80       | Convoi 2×2 barje |
| VIc         | 9.600–18.000  | 270–280     | 22,80       | 2,50–4,50  | 8,80             | Convoi 2×3 barje |
| VIc         | 9.600–18.000  | 195–200     | 33,00–34,20 | 2,50–4,50  | 8,80             | Convoi 3×2 barje |
| VII         | 14.500–27.000 | 285         | 33,00–34,20 | 2,50–4,50  | 8,80             | Convoi 3×3 barje |